# Molybdän-Cofaktor
Molybdän-Cofaktor (Moco, von englisch molybdenum cofactor) ist eine prosthetische Gruppe, der in verschiedenen Enzymen Molybdän-katalysierte Stoffwechselreaktionen bewirkt.

## Eigenschaften
Es handelt sich dabei um eine Koordinationsverbindung zwischen Molybdopterin und einem Molybdän-Oxid. Das benötigte Molybdopterin wird aus Guanosintriphosphat synthetisiert. Ein Gendefekt in der Biosynthese des Molybdän-Cofaktors führt zu epileptischen Anfällen bei Neugeborenen, fortschreitende Enzephalopathie, Dysmorphien des Gesichts und Schwierigkeiten bei der Fütterung.
Der Molybdän-Cofaktor wird bei Enzymen wie der Sulfitoxidasen, der Xanthinoxidasen und der Aldehydoxidasen verwendet.
In Pflanzen und Tieren nutzen die Enzyme die trizyklische Seite des Molybdän-Cofaktors. Alle bisher entdeckten Molybdän-haltigen Enzyme nutzen diesen Cofaktor, bis auf die phylogenetischen alternativen Molybdän-haltige Nitrogenase, die Stickstoff in einigen Bakterien und Cyanobakterien binden. Molybdänhaltige Enzyme in Pflanzen und Tieren katalysieren die Oxidation und manchmal die Reduktion von bestimmten Molekülen, als Teil der Stickstoff-, Schwefel- und Kohlenstoffkreisläufe.
In Säugetieren kommt der Molybdän-Cofaktor bisher in vier Enzymen vor, die als MOSC-Proteine (englisch Moco sulferase C-terminal domain) bezeichnet werden.
In Pflanzen sind bisher vier Moco-haltige Enzyme bekannt: Nitratreduktase, Sulfitoxidase, Xanthin-Dehydrogenase und Aldehydoxidase.
In Escherichia coli sind über 50 verschiedene Enzyme mit Molybdän-Cofaktoren bekannt.

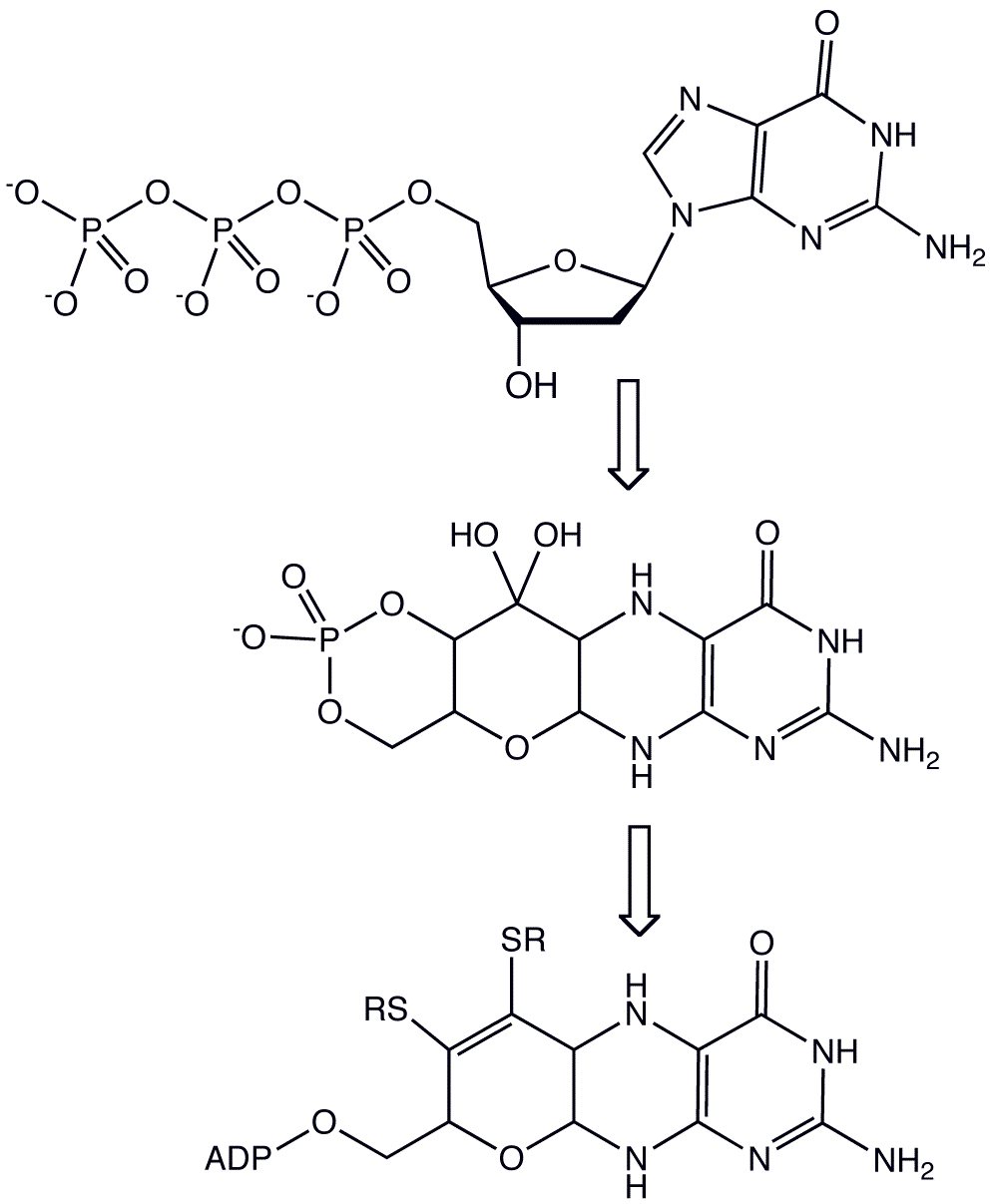
Einige biosynthetische Schritte bei der Bildung von Molydopterin.